# Таганрозький поштамт
Таганрозький поштамт, також банкірський дім Давидовичів — об'єкт культурної спадщини, побудований на початку XX століття в місті Таганрозі Ростовської області. Будівлю створено в стилі модерн. Адреса будинку: вулиця Фрунзе, 38.

## Історія
Будівля сучасного головпоштамту побудована в 1911 році за розпорядженням банкіра Давидовича, як основний будівельний матеріал використовували цеглу. Перший поверх будівлі був відведений під контору банку «Э. Фачини и К», відкриття якої відбулося 20 січня 1912 року. Засновником цієї контори став Еммануїл Карлович Фачині. На будівлі була розміщена вивіска «Банкирский дом Э.Фачини и К». У цьому ж, 1912 році, на другому поверсі банкірського дому Давидовичів, стала розміщуватися поштово-телеграфна контора, раніше вона перебувала в будинку таганрозького міщанина Скурича на Грецькій вулиці. Ця будівля не збереглася до наших часів. Коли відбулася націоналізація будівлі, і на першому і другому поверсі став розміщуватися таганрозький вузол зв'язку. У 1981 році були втрачені балкони будівлі таганрозького поштамту. За більш ніж столітню історію будинку, капітальні ремонти не проводилися, і, тим не менш, будівля залишається в хорошому стані.

## Опис
Будова неоштукатурена. Фасад створений з використанням цегли жовтого і сірого кольору. Головний вхід прикрашає карниз дугоподібної форми. Характерними елементами, які дозволяли віднести будинок до архітектурного стилю модерн, були балконні решітки, зараз це решітки парапету плоскої форми.